# Pascual Bellizzia Castañeda
Pascual Bellizzia Castañeda (Frontera, Tabasco, 22 de octubre de 1933-25 de junio de 2018) fue un político mexicano, miembro del Partido Revolucionario Institucional (PRI). Fue senador por Tabasco y presidente municipal de Centro.

## Biografía
Realizó estudios de primaria en la escuela «Tomás Garrido Canabal» y la secundaria en la escuela «Palavicini», ambas de Villahermosa, Tabasco. Fue licenciado en Derecho egresado de la Escuela Nacional de Jurisprudencia de la Universidad Nacional Autónoma de México (UNAM); tuvo estudios de posgrado en Derecho en la Universidad de la Sorbona en París, Francia.
Miembro del PRI desde 1955, fue integrante del Consejo Técnico Asesor del partido y delegado en los estados de Nuevo León, Yucatán y Morelos. Fue presidente de la Asociación de Agricultores y Ganaderos de Tabasco, y secretario de Trabajo y luego asesor del comité nacional de la Confederación Nacional de Organizaciones Populares (CNOP).
En 1965 fue elegiado diputado por el Distrito 2 local a la XLV Legislatura del Congreso del Estado de Tabasco de dicho año al de 1967. En 1970 fue postulado candidato del PRI Senador por Tabasco en segunda fórmula, en sustitución del primer candidato postulado, Mario Trujillo García, que dejó dicha candidatura para sustituir a su vez como candidato a gobernador de Tabasco a Agapito Domínguez Canabal, fallecido durante la campaña electoral. Resultó elegido para el periodo correspondiente a las Legislaturas XLVIII y XLIX que tuvieron su término constitucional en 1976. En ellas fue presidente de la comisión de Ganadería; e integrante de la comisión 1a. de Minería. 
Al concluir el cargo, en 1977 fue nombrado secretario de Promoción Económica del gobierno de Tabasco por el gobernador Leandro Rovirosa Wade, dejó el cargo para ser en las elecciones de 1979 candidato del PRI a Presidente municipal de Centro, municipio que incluye a Villahermosa, siendo elegido para el periodo del 1 de enero de 1980 al 31 de diciembre de 1982.
Su hijo Pascual Bellizzia Rosique, fue candidato del Partido Verde Ecologista de México (PVEM) a gobernador de Tabasco en las elecciones de 2006 y diputado local y federal. Falleció el día 25 de junio de 2018.